# 東洲区
東洲区（とうしゅう-く）は、中華人民共和国遼寧省撫順市に位置する市轄区。旧名は露天区。

## 行政区画
7街道弁事処、2鎮、2郷を管轄する。
- 街道弁事所：章党街道、東洲街道、搭連街道、竜鳳街道、新屯街道、万新街道、老虎台街道
- 鎮：章党鎮、哈達鎮
- 郷：碾盤郷、蘭山郷

## 交通

### 鉄道
- 中国国家鉄路集団
  - 瀋吉線

### 道路
- 高速道路
  -  遼中環状高速道路
  -  瀋吉高速道路
- 国道
  -  G202国道